# Giacomo Rossi (cestista)
Giacomo Rossi (Porto San Giorgio, 18 marzo 1951) è un ex cestista italiano.
Capitano della nazionale militare ai mondiali in Iran anno 1978. Giacomo Rossi è alto 2,02 m per 110 kg di peso.

## Carriera

### Club
La formazione sportiva avviene nella società cestistica della sua città, l'Unione Sportiva Sangiorgese del presidente Vitali.
Scoperto dal dirigente Giuseppe Ficiarà (detto Paperella), dopo i campionati Juniores, negli anni 1969 e 1970 partecipa con la Sangiorgese al campionato nazionale di serie C. Nel 1971 viene acquistato dalla Birra Moretti di Chieti in serie B del coach serbo Todor Lazic.
Sempre a Chieti gioca in serie B dagli anni 1972-1976. L'anno 1974 lo vede esordiente in serie A2 nel capoluogo teatino con il coach Carlo Rinaldi. Nella stessa serie milita anche nel 1977 quando viene ceduto alla GBC Lazio del coach Giancarlo Asteo.
Il campionato di serie A2 lo vede protagonista ancora nel 1978 con la maglia della GIS gelati Napoli con il coach Carlos D'Aquila.Lo stesso anno è medaglia di bronzo ai mondiali militari, disputati in Iran a Teheran, tra le file della nazionale italiana.
Intanto il Chieti viene promosso in serie A2 e indossa la maglia della Rodrigo del coach Nino Marzoli per tre anni, dal 1979 al 1981.
E da qui per sette anni continua l'idillio con la città teatina giocando con le maglie della Rodrigo e della Mokambo in serie B. Verso la fine della sua carriera cestistica nel 1990 gioca in serie C prima col Teramo e poi con Atri. Col patentino di allievo allenatore nel 1996 accede alla finale nazionale di San Miniato in Toscana con la squadra juniores dello Yale Pescara. In C2 ha allenato diverse squadre abruzzesi come Popoli, Torre de Passeri, Montesilvano, Ortona e Roseto.